# 엠마 무스카트
엠마 무스카트(Emma Muscat, 1999년 11월 27일 ~ )는 몰타의 가수, 모델로, 이탈리아에서 주로 활동하고 있다. 유로비전 송 콘테스트 2022에 몰타 대표로 참가했으며, 참가곡은 "Out of Sight"이다.

## 음반 목록

### EP
- Moments (2018)